# 유스티노 순교자

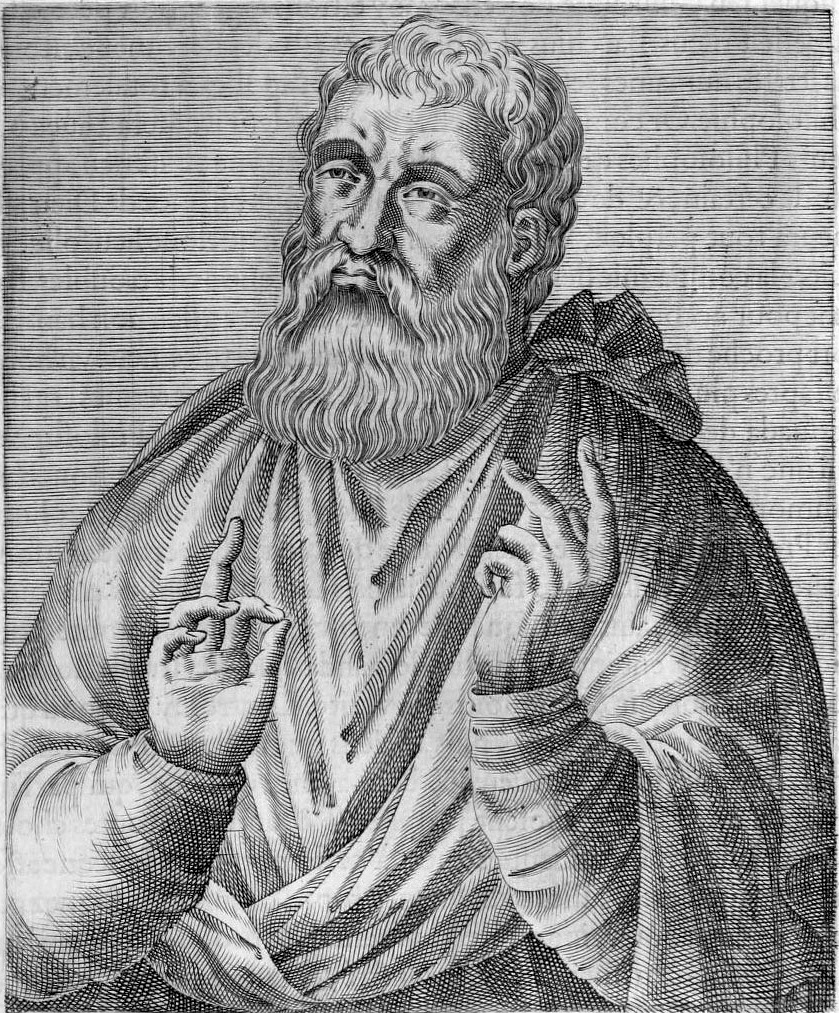
유스티누스

유스티누스(Justinus), 저스틴 순교자(Justin Martyr, Ιουστίνος ο Μάρτυρας; 서력 100년 - 165년 경)는 초기 기독교 변증가로서 2세기 로고스 이론의 최초 해석가로 간주된다. 그 작품들 다수를 분실했으나 두 개 변증론서와 대화문 하나가 지금까지 남아있다. 그는 가톨릭 교회, 성공회, 동방 정교회에서 성인으로 기념된다.
사마리아 프라비아네아폴리스 (현 나블루스)에서 그리스인 또는 로마인 양친 사이에서 태어났다. 진리탐구의 철학적 편력자로서 스토아 학파, 페리파토스 학파, 피타고라스 학파 등을 편력하면서 교사를 찾아보았으나 만족 못하고, 최후로 플라톤주의에 진리가 있다고 믿고 플라톤이 가르치는 이데아의 관상(觀想)으로 하느님을 보기 원하여 명상생활에 들어섰다. 이 무렵 그리스도교도인 한 노인을 만나 인간이 신을 알기 위해서는 명상적 생활에서 이성적인 탐구만으로는 불충분하고, 신으로부터 계시를 받아야 비로소 가능하다는 것을 알게 되어 이 노인의 증언에 의해 구약성서의 예언자들을 주목하고 여기서 신의 계시를 보았다.
그는 그리스 철학에 정통했으므로, 이 그리스적 교양에 의해 그리스도교 진리에 학문적 기초를 부여하려고 노력했다. 그러므로 회심 후에도 철학자로서 처신하며 로마에서 그리스도교 철학을 가르쳤다. 그에게서 그리스도교는 '참된, 최고의 철학'이었다. 그의 그리스도교는 행위를 중시하는 윤리종교적 색채가 강하고, 스토아 철학의 영향을 상당히 받고 있다. 최초 협의의 신학자로 간주된다. 전체적으로 교회 전통에 충실했으며, 그 진리를 위해 로마에서 순교하였다.

## 참조
1. ↑  Rokeah (2002) Justin Martyr and the Jews p.22.
2. ↑  “St. Justin Martyr”. 2011년 4월 2일에 확인함.
3. ↑  “For All the Saints” (PDF). 2010년 5월 24일에 원본 문서 (PDF)에서 보존된 문서. 2012년 11월 8일에 확인함.
4. ↑  “Justin the Philosopher & Martyr and his Companions”. 2011년 4월 2일에 확인함.